# District de Cau Giay
Le district de Cầu Giấy (vietnamien : Cầu Giấy) est un district urbain (Quận) de la province de Hanoï dans la région du Delta du Fleuve Rouge au Viêt Nam.

## Présentation
Cầu Giấy était le chef-lieu de la province de Hà Tây jusqu'à ce que celle-ci soit absorbée par Hanoï en 2008.

## Lieux et monuments
- Hanoi community college
- Siège de Viettel Group

## Galerie

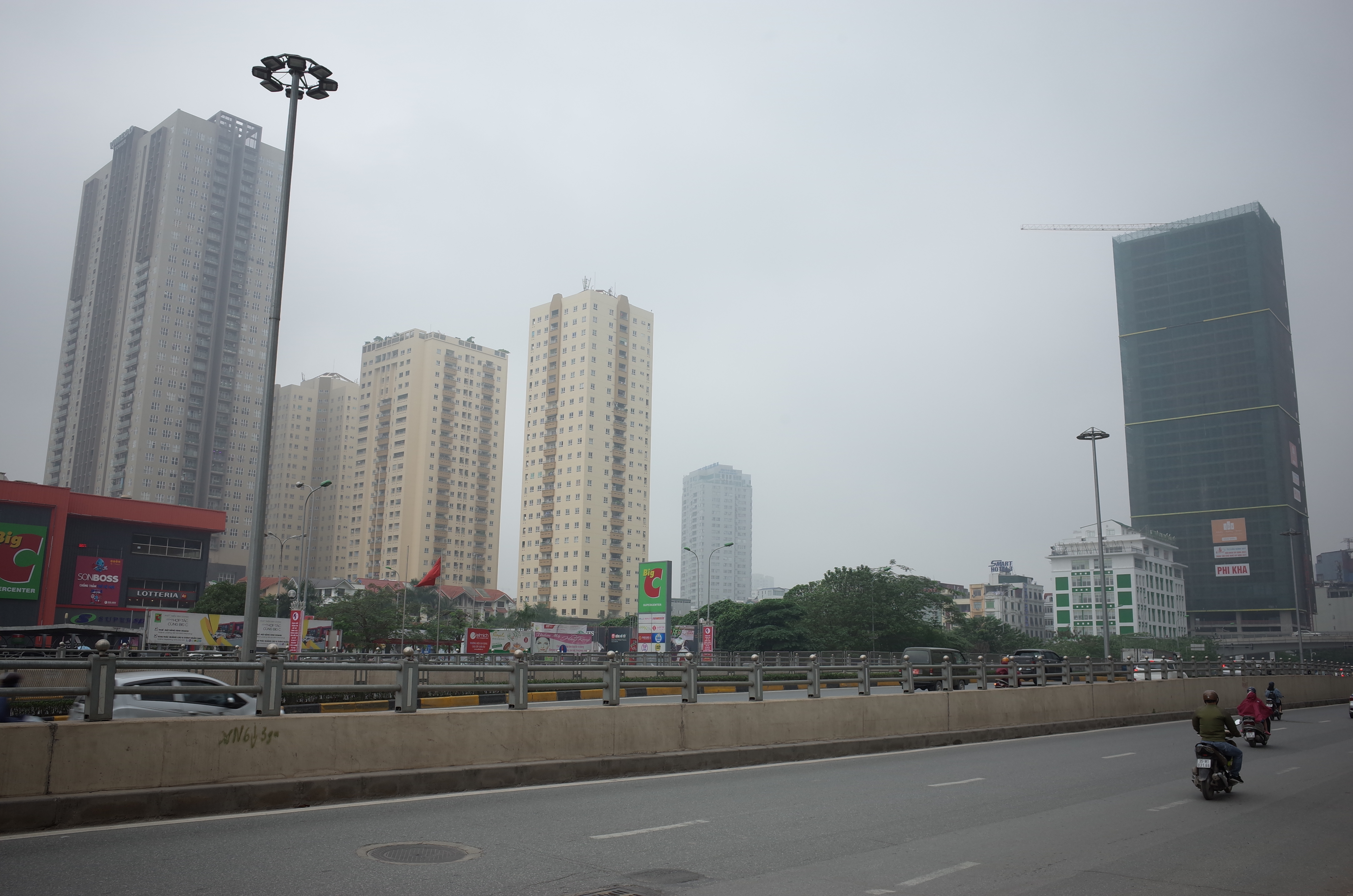
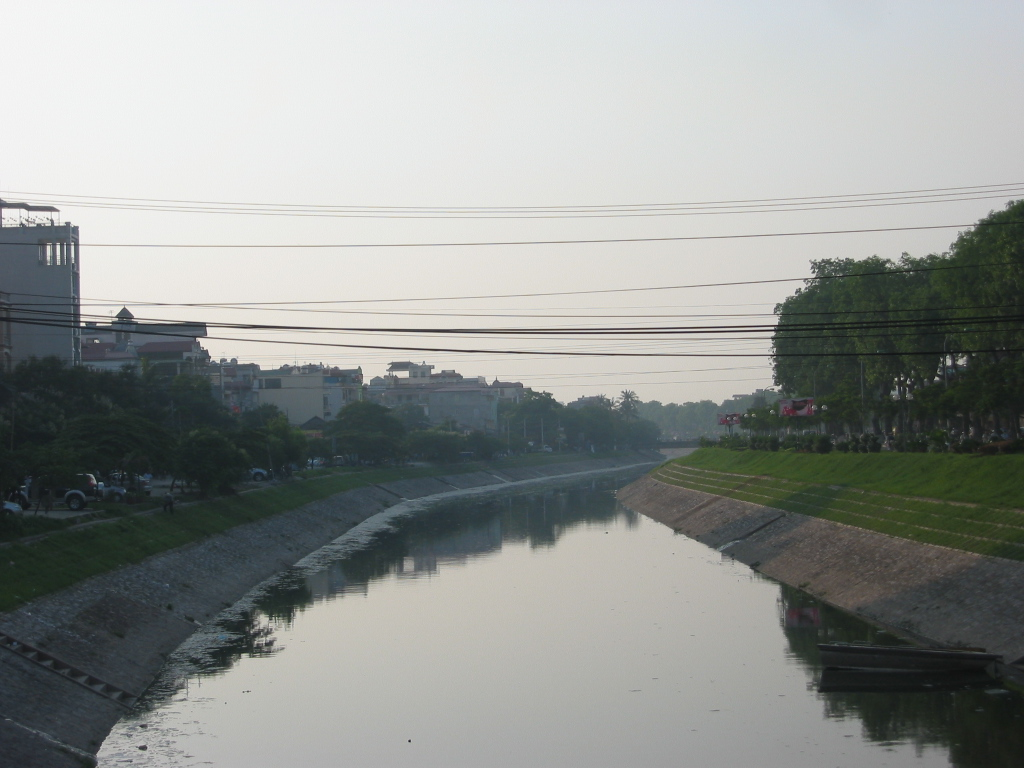
La rivière Tô Lịch.
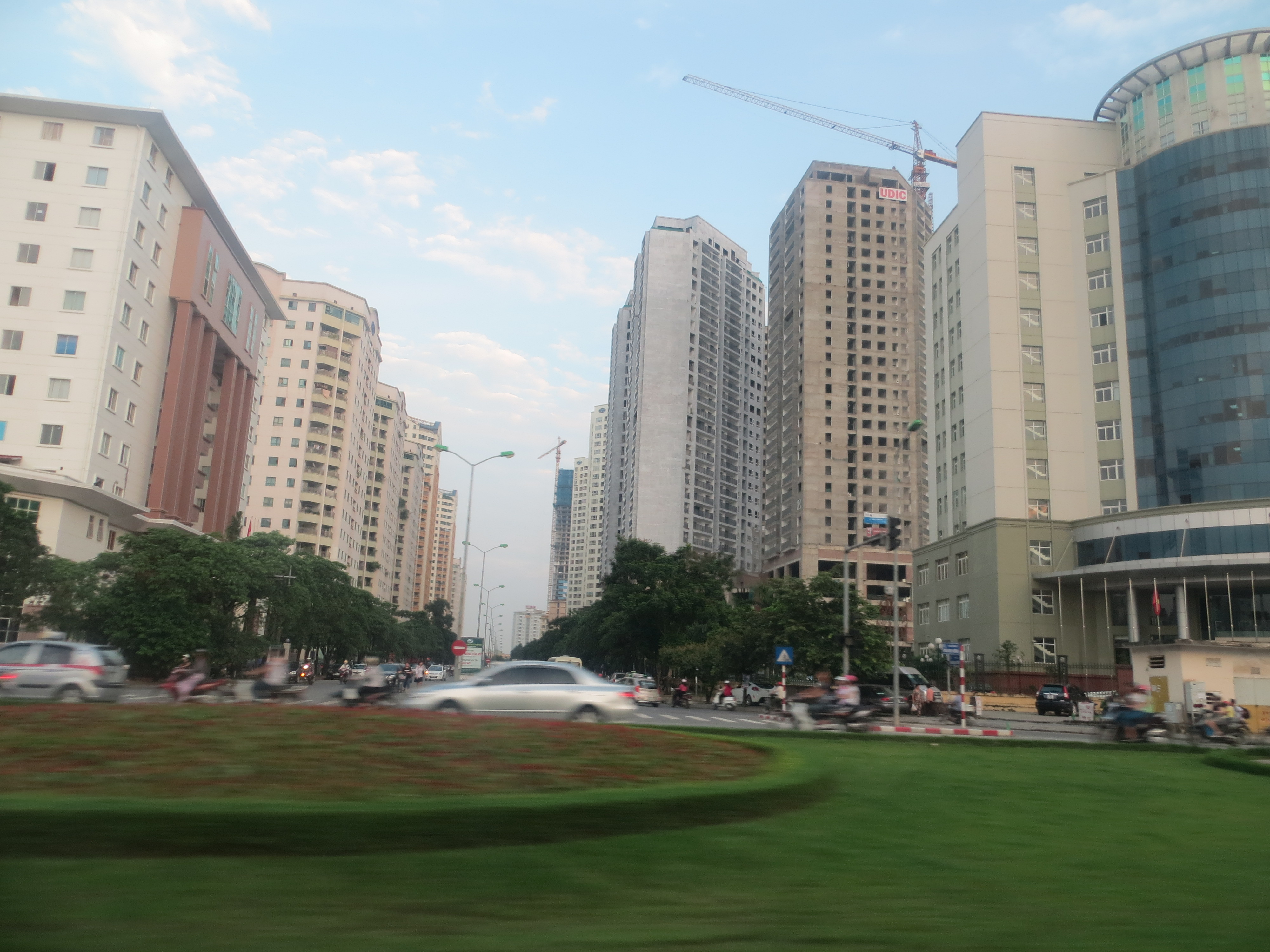
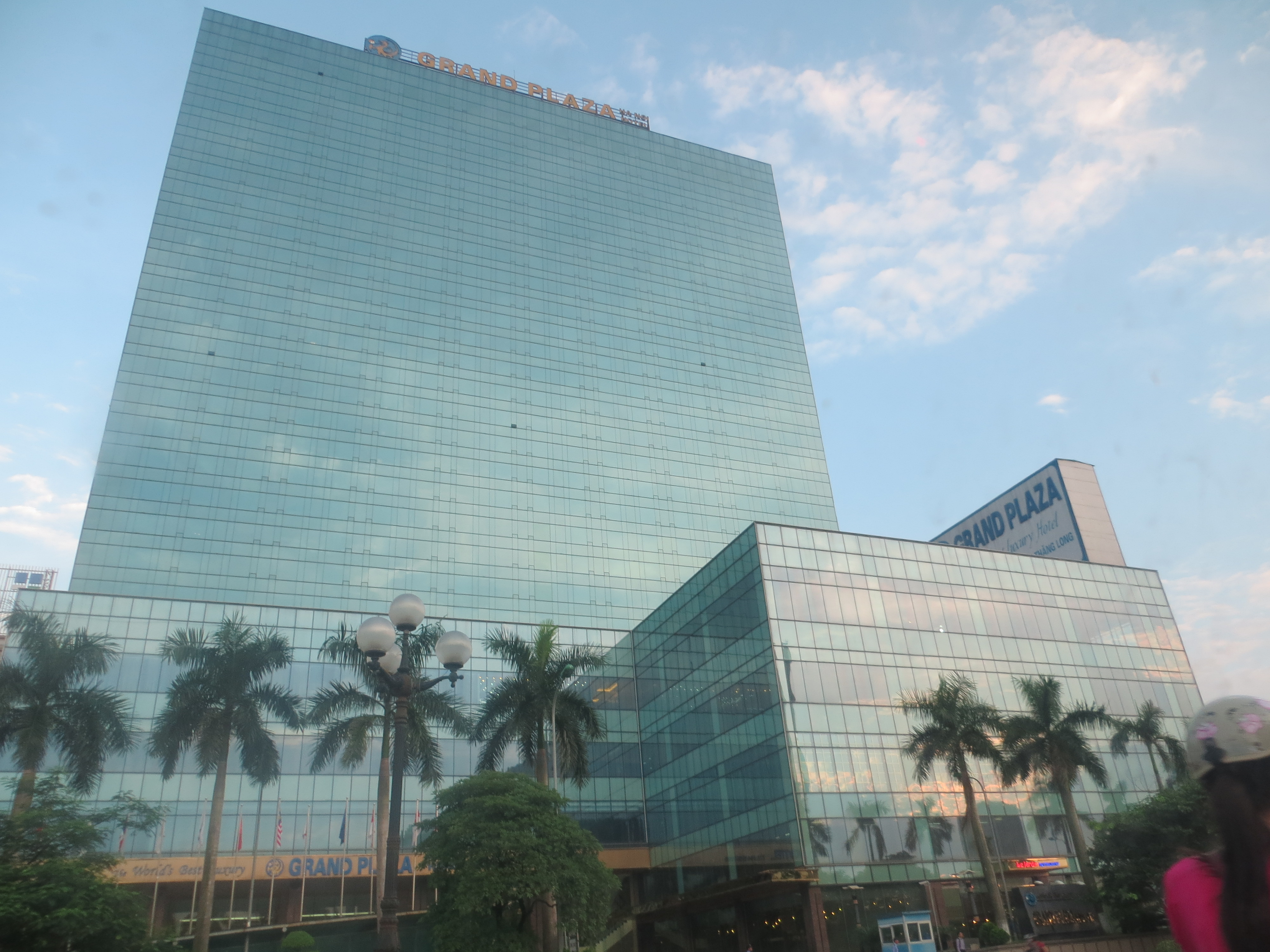
Grand Plaza Hotel.